# محمدخان امیرالامرا
محمدخان امیرالامرا از دولت‌مردان عصر قاجار بود.
پدرش شاهرخ میرزا پسر ابراهیم خان ظهیرالدوله، و مادرش گوهر خانم دختر فتحعلی شاه بود. در کرمان به دنیا آمد. در جوانی وارد دربار ناصرالدین شاه شد. در آغاز از پیشخدمتان شاه بود، تا رفته رفته ترقی کرد و در شمار رجال و درباریان مهم درآمد و به حکومت‌های مختلف منصوب شد. در اواخر سلطنت ناصرالدین شاه به پیشکاری همسر شاه، شکوه‌السلطنه، که مادر ولیعهد مظفرالدین میرزا بود، منصوب شد. در سال ۱۳۱۵ قمری به دریافت یک حلقه انگشتری الماس از مظفرالدین شاه نائل گردید.